# 杰夫·诺顿
杰夫·诺顿（英語：Jeff Norton，1965年11月25日—），美国前男子冰球运动员，场上位置是后卫。他曾代表美国国家队参加1988年冬季奥林匹克运动会冰球比赛，获得第七名。